# 平山街道 (淮南市)
平山街道，是中华人民共和国安徽省淮南市谢家集区下辖的一个乡镇级行政单位。

## 行政区划
平山街道下辖以下地区：
芳草园社区、商业社区、新安社区和瑞安社区。